# Hiiu staadion
Das Hiiu staadion ist ein Fußballstadion mit Leichtathletikanlage in der estnischen Hauptstadt Tallinn. Es wird hauptsächlich für Fußballspiele genutzt und ist die Heimstätte des FC Nõmme Kalju sowie dessen Reservemannschaft.

## Geografische Lage
Die Anlage liegt in Hiiu, einem Stadtbezirk im Tallinner Stadtteil Nõmme. Es ist vom Stadtkern über die Nationalstraße 4 bzw. Europastraße 67 in südwestlicher Richtung erreichbar.

## Geschichte
Das Stadion wurde 1923 erbaut und im Jahr 2002 für umgerechnet 500.000 Euro renoviert. 2006 bekam der Platz einen neuen Kunstrasen. Im Heimspiel gegen Flora Tallinn wurde ein Rekordbesuch von 2.730 Zuschauern verzeichnet.